# Bodianus macrognathos
Bodianus macrognathos är en fiskart som först beskrevs av Morris, 1974.  Bodianus macrognathos ingår i släktet Bodianus och familjen läppfiskar. IUCN kategoriserar arten globalt som livskraftig. Inga underarter finns listade.